# قارئة رماز قضباني

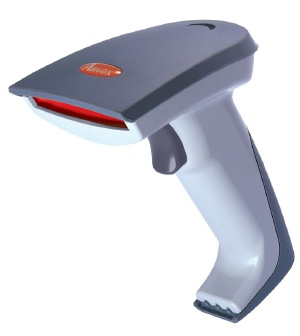
قارئة الرماز القضباني

قارئة رماز قضباني أو قارئ شفرة القضبان أو قارئ الشفرة الخطية أو قارئ الباركود هو جهاز كهربائي يستخدم لقراءة الرماز القضباني المطبوعة. كمبدأ عمل جهاز الماسح الضوئي فإن القارئ يتألف من مصدر ضوئي وعدسة وحساس ضوئي يقوم بترجمة النبضات البصرية إلى إشارات كهربائية.
بالإضافة إلى ذلك، فإن كافة أجهزة قراءة الرماز القضباني تحوي دارة فك شفرة مدمجة تقوم بتحليل بيانات صورة الشفرة الخيطية التي يجري تزويدها من الحساس الضوئي، ثم تقوم بإرسال محتويات البيانات إلى مخرج للعرض.

## أنظمة الرماز القضباني
نتيجة لتطور حجم الأعمال في الشركات والمؤسسات وتزايد عدد المنتجات ورغبة المستهلكين في الحصول على العديد من السلع من مصدر واحد، ظهرت فكرة مجمعات التسوق (محلياً والكترونيا) بهدف زيادة رقم المبيعات المحقق في هذه الشركات.
إذا كنت تدير متجرا مزدحما، فإنك ستحتاج إلى تتبع جميع السلع التي تبيعها حتى تتمكن من التأكد من أن سلعك متاحة دائماً لعملائك ليقوموا بشرائها، وإن أبسط طريقة للقيام بذلك هي التجول بين الرفوف بحثا الأماكن الفارغة لإعادة ملئها، كما يمكنك تدوين قائمة بمشترياتك استناداً لتلك الأماكن الفارغة ثم استخدامها ببساطة لإعادة ترتيب مستودعك.
وهذا جيد لمتجر صغير، ولكن ماذا لو كنت تدير فرعا ضخما من مركز تجاري مع آلاف السلع المتاحة للبيع؟ هناك العديد من العقبات والمعوقات التي ستواجهك لإدارة هذا الفرع، فإذا وضعت علامة خاصة على السلع التي يجب شراؤها ستحتاج لتغيير أسعارها قبل بيعها، وماذا عن السرقة؟؟
من هنا نشأت فكرة منح كل سلعة وكل منتج شيفرة خاصة به تساعد الإدارات والموظفين في البحث والاستعلام والتحقق من وجوده وسعره وتاريخ صلاحيته كما يمكن التعرف على كافة مزاياه من خلال هذه الشيفرة التي أطلق عليها فيما بعد نظام الرماز القضباني (Barcode).

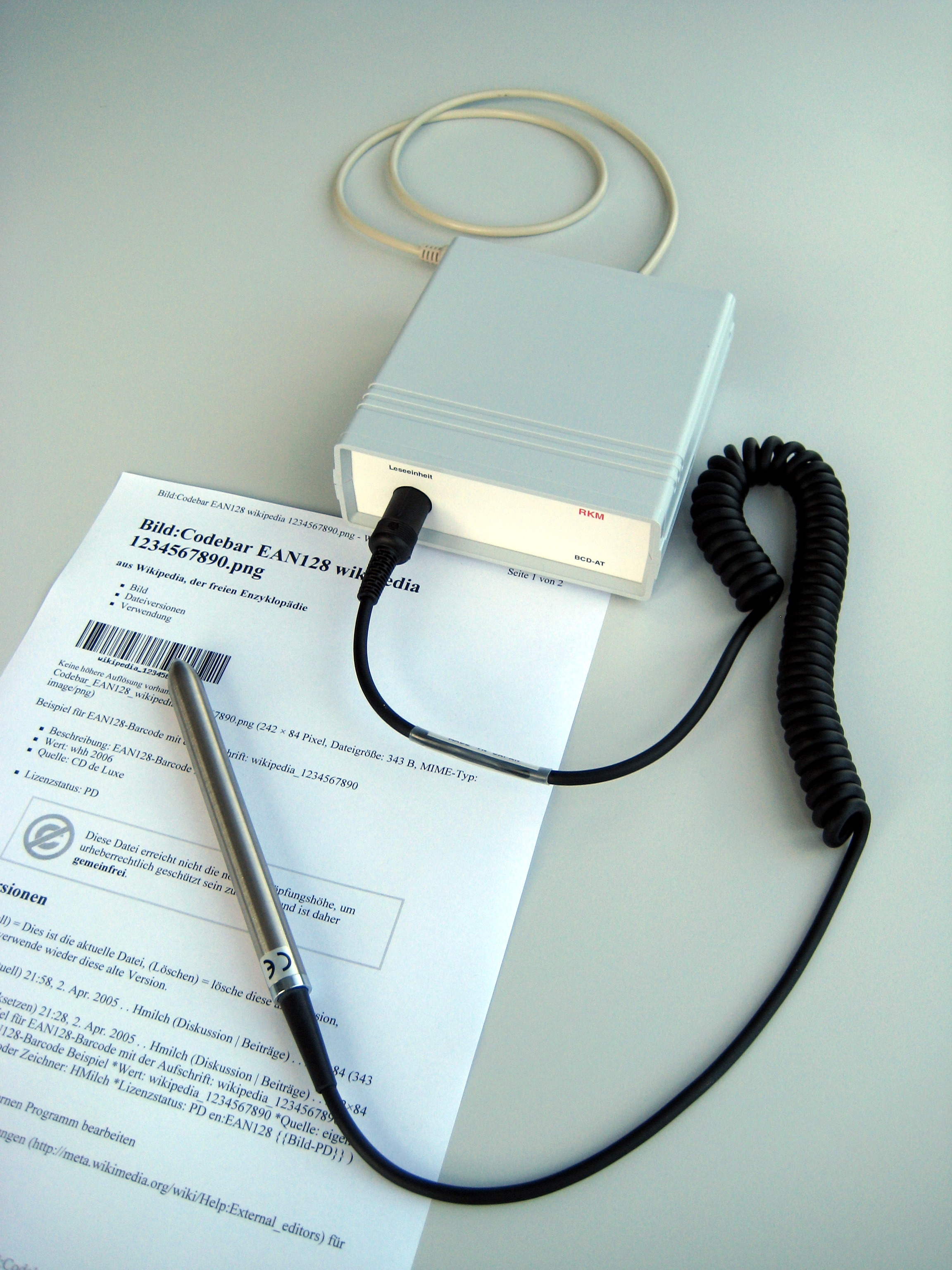
قارئ باركود قلمي

## أنواع قارئات الرماز القضباني
- قارئ باركود قلمي Pen-type readers
- ماسح ليزر
- قارئ سي سي دي (جهاز اقتران الشحنة)
- قارئ معتمد على الكاميرا
- كاميرات الهواتف المحمولة
- الهواتف الذكية
- قارئ باركود بكافة الاتجاهات Omni-directional barcode scanners